# Dichromadora simplex
Dichromadora simplex är en rundmaskart som beskrevs av Timm 1961. Dichromadora simplex ingår i släktet Dichromadora och familjen Chromadoridae. Inga underarter finns listade i Catalogue of Life.